# 村野井仁
村野井 仁（むらのい ひとし、1961年 - ）は、日本の応用言語学者（第二言語習得）である。東北学院大学文学部英文学科教授。専門分野は、第二言語習得論、英語教育。

## 人物
福島県会津高田町(現会津美里町)生まれ。中央大学文学部を卒業。法政大学大学院人文科学研究科英文学専攻修士課程修了。法政大学第一中学校・高等学校教諭を経て、ミシシッピ大学大学院で修士号取得。ジョージタウン大学大学院で博士号を取得。

## 著作

### 単著
- 『第二言語習得研究から見た効果的な英語学習法・指導法』大修館書店　(2006)

### 共著
- 『実践的英語科教育法』千葉元信,畑中孝實共著 成美堂（2001)
- 『英語教育用語辞典改訂版』白畑知彦,冨田祐一,若林茂則共著.大修館書店 (2009)
- 『詳説第二言語習得研究 理論から研究法まで』白畑知彦, 若林茂則共著. 研究社, 2010.7
- 『統合的英語科教育法』渡部良典,尾関直子, 冨田祐一共著. 成美堂, 2012.1
- 『小学校英語教育の基礎知識』編著. 大修館書店, 2018.7

### 論文
- <村野井仁